# Sân bay Tam Hiệp Nghi Xương
Sân bay Nghi Xương Tam Hiệp (IATA: YIH, ICAO: ZHYC) là một sân bay nằm ở thành phố Nghi Xương, tỉnh Hồ Bắc, Cộng hòa Nhân dân Trung Hoa. Sân bay này có 4 cổng lên máy bay.

## Các hãng hàng không hoạt động và tuyến bay
| Hãng hàng không          | Các điểm đến                                                                      |
| ------------------------ | --------------------------------------------------------------------------------- |
| Air China                | Bắc Kinh-Thủ Đô                                                                   |
| China Eastern Airlines   | Ân Thi, Quảng Châu, Hàng Châu, Thượng Hải - Hồng Đào, Thượng Hải-Phố Đông, Vũ Hán |
| China Southern Airlines  | Quảng Châu                                                                        |
| Hainan Airlines          | Bắc Kinh-Thủ Đô                                                                   |
| Shanghai Airlines        | Thượng Hải - Hồng Đào                                                             |
| Shenzhen Airlines        | Thâm Quyến                                                                        |
| Sichuan Airlines         | Thành Đô, Trùng Khánh                                                             |
| Jetstar Pacific Airlines | Nha Trang                                                                         |